# Ruti Aga

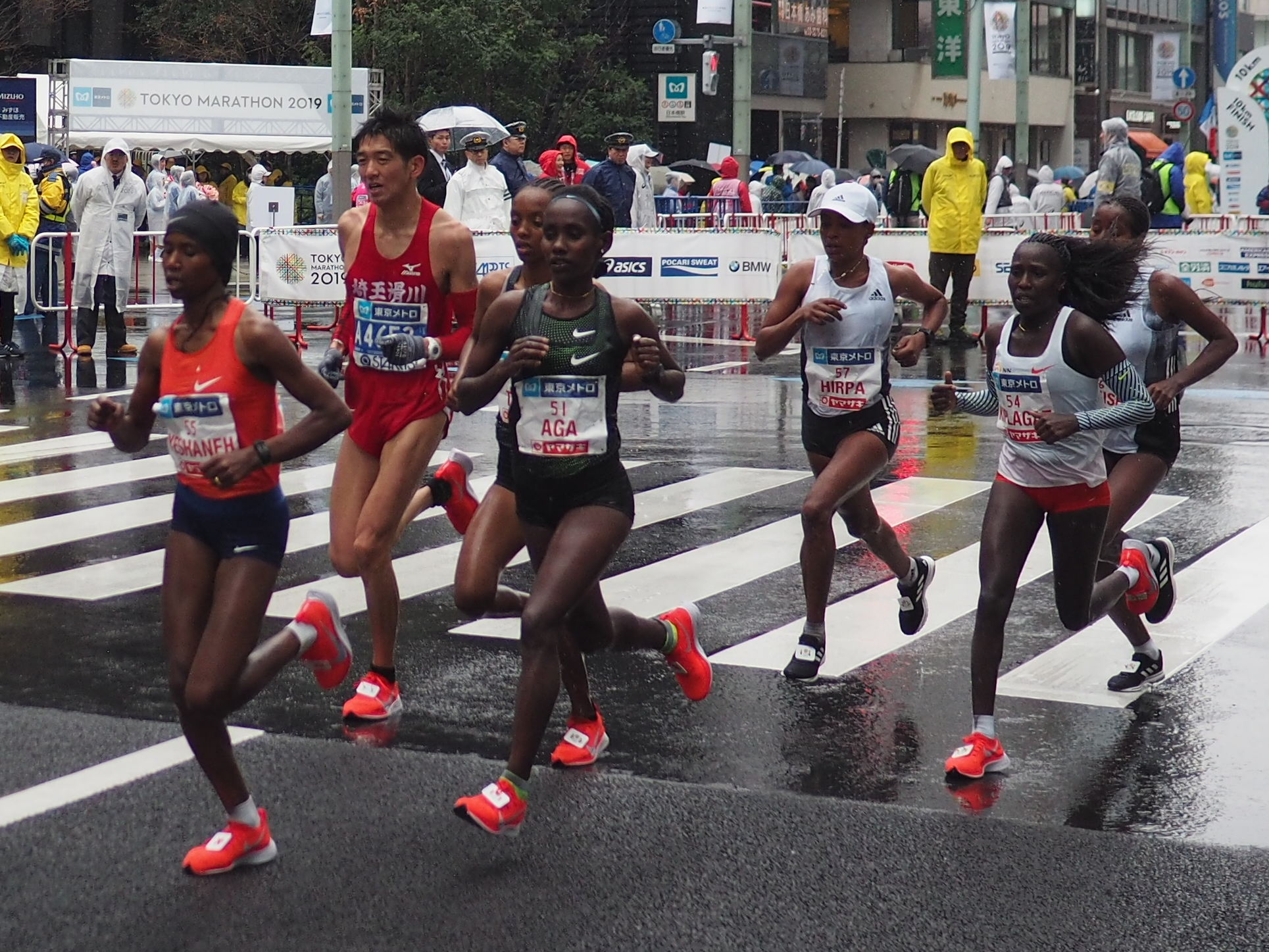
Ruti Aga (Mitte) beim Tokio-Marathon 2019

Ruti Aga (* 16. Januar 1994) ist eine äthiopische Langstreckenläuferin.
2012 in Barcelona wurde sie Vize-Juniorenweltmeisterin über 5000 m. Im weiteren Verlauf der Saison wurde sie Fünfte beim Tilburg Ladies Run 10 K und gewann die Corrida de Houilles.
2013 wurde sie Fünfte beim Juniorinnenrennen der Crosslauf-Weltmeisterschaften in Bydgoszcz.
Beim Berlin-Marathon 2017 wurde sie in 2:20:41 h Zweite hinter Gladys Cherono.
Im Oktober 2023 steigerte Aga bei ihrem Sieg des Dongying-Marathons ihre persönliche Bestzeit auf 2:18:09 h.
Im Januar 2024 lief Aga als Zweite des Dubai-Marathons erneut die Zeit von 2:18:09 h.

## Bestzeiten
- 3000 m: 8:56,73 min, 12. Juni 2013, Nijmegen
- 5000 m: 15:13,48 min, 18. Mai 2013, Shanghai
- 10-km-Straßenlauf: 31:35 min, 2. September 2012, Tilburg
- Halbmarathon: 1:06:39 h, 14. Januar 2018, Houston
- Marathon: 2:18:09 h, 22. Oktober 2023, Dongying